# سنغان
سنغان (إيران) (بالفارسية: سنگان) هي منطقة سكنية تقع في إيران في Sangan District. يقدر عدد سكانها بـ 8,718 نسمة .